# Face mask
Face mask, pociąganie maski - przewinienie w futbolu amerykańskim powstające w sytuacji, gdy zawodnik chwyta lub dotyka w sposób ciągły maskę ochraniającą twarz w kasku, zapięcie podbródkowe lub jakikolwiek otwór w kasku przeciwnika podczas próby jego szarżowania lub blokowania.
Jest to bardzo kosztowny faul z racji niebezpieczeństwa, które niesie i karą za niego jest utrata 15 jardów oraz automatyczna pierwsza próba.
Face mask to także określenie części kasku futbolowego, która osłania twarz.